# Хуана Асурдуй
Хуа́на Асурду́й Берму́дес (ісп. Juana Azurduy Bermúdez, нар. 12 липня 1780, Торока, провінція Потосі, віце-королівство Ріо-де-ла-Плата — пом. 25 травня 1862, Сукре, Болівія) — військова лідерка, учасниця Війни за незалежність іспанських колоній в Америці.

## Життєпис
Хуана Асурдуй народилася у поселенні Торока провінції Потосі віце-королівства Ріо-де-ла-Плата (нині Болівія) 12 липня 1780 року. Її батько Матіас Асурдуй був багатим землевласником, мати Еулалія Бермудес була метискою. Хуана зростала у Чукісаці, а з дванадцяти років навчалася у монастирі Святої Терези, щоб згодом стати черницею. У 17 років виключена з монастиря через погану поведінку.

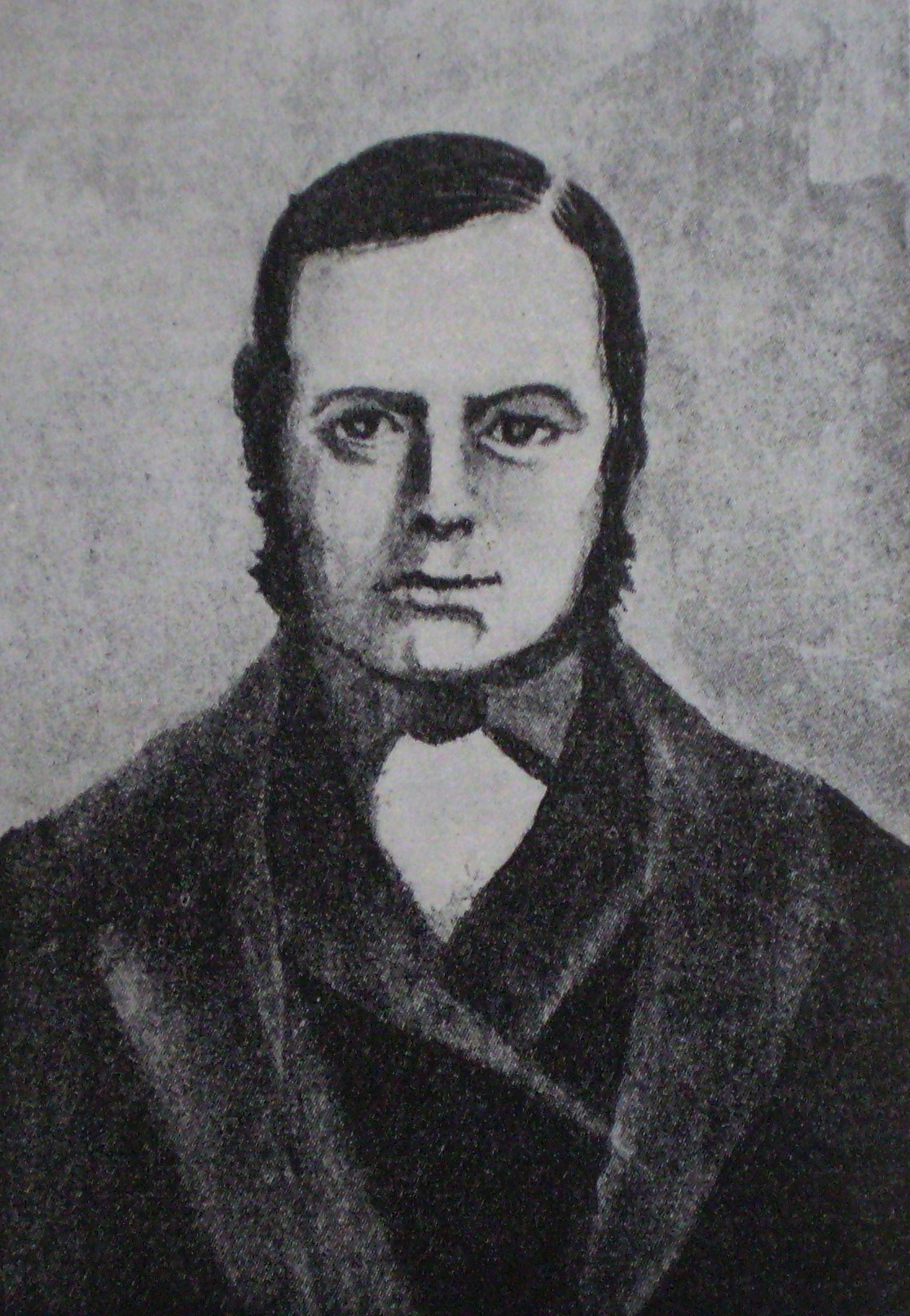
Мануель Паділья

У віці 25 років одружилася з Мануелем Асенсіо Паділью і змінила ім'я на Хуана Асурдуй де Паділья.
25 травня 1809 року разом з чоловіком приєдналися до повстання у Чукісаці, яке скинуло керівника аудієнсії Чаркас Рамона Гарсію де Леона-і-Пісарро. Повстання було придушене 1810 року військами віце-короля Ріо-де-ла-Плати Бальтасара Ідальго де Сіснероса.
Дізнавшись про те, що у Буенос-Айресі, столиці віце-королівства, відбулася Травнева революція, подружжя прибуло туди і приєдналося до війська, яке вирушало до Верхнього Перу, щоб боротися з роялістськими військами.
Після поразки борців за незалежність у битві при Вакі 20 червня 1811 року військо віце-короля Перу під командуванням Хосе Мануеля де Гоєнече взяло під контроль Верхнє Перу. Майно подружжя Паділья було конфісковане, Хуана з чотирма дітьми ув'язнені. Згодом Мануель Паділья допоміг їм втекти і вони переховувалися у горах.
1812 року Хуана Асурдуй з чоловіком приєдналися до Війська Півночі під командуванням Мануеля Бельграно.
Після того як Військо Півночі увійшло до Потосі, Хуана Асурдуй організувала Батальйон Вірних, який взяв участь у битві при Айоумі 9 листопада 1813 року. Битва закінчилася поразкою борців за незалежність, військо Півночі відступило з Верхнього Перу. Відтак подружжя Паділья і їх соратники присвятили себе партизанській боротьбі з роялістами. У цей час роялісти захопили і вбили їхніх чотирьох дітей.
3 березня 1816 року Хуана Асурдуй на чолі 30 вершників атакувала сили іспанського генерала Ла Ери, захопивши їхню зброю і прапор.
Згодом Асурдуй атакувала пагорб Серро-Ріко у Потосі, основне джерело срібла для Іспанії, захопивши його 8 березня 1816 року. За це Верховний правитель Об'єднаних провінцій Ла-Плати Хуан Мартін де Пуейредон присвоїв їй звання підполковника 13 серпня 1816 року. Після цього генерал Бельграно вручив їй нагородну шаблю.
14 листопада 1816 року Хуана Асурдуй, вагітна п'ятою дитиною, була поранена у битві при Ла-Лагуні. Чоловік виніс її з поля бою, але сам отримав смертельне поранення.
На той час плани командування змінилася і війська покинули Верхнє Перу. Хуана Асурдуй була змушена тікати до Північної Аргентини, де продовжила боротьбу під командуванням генерала Мартіна Мігеля де Гуемеса. Під її командуванням перебувало до 6000 осіб.
Після смерті Гуемеса 1821 року Асурдуй жила з дочкою у Сальті. Після остаточної поразки роялістів 1825 року вона повернулася до Сукре, де жила у бідності. 1825 року Симон Болівар відвідав повстанку і, побачивши її жалюгідний стан, присвоїв їй звання полковника і призначив пенсію. Після цього візиту Болівар сказав маршалу Антоніо Хосе де Сукре, що країну треба було назвати не на його честь, а на честь таких як Асурдуй, оскільки саме вони зробили її вільною.
Проте 1830 року через політичну нестабільність у Болівії Хуана Асурдуй перестала отримувати пенсію. Вона провела декілька років у Сальті, вимагаючи від болівійського уряду повернення майна, конфіскованого під час війни, проте не досягла успіху. Після приходу до влади в Болівії Хосе Марії Лінареса її пенсію було остаточно скасовано.
Хуана Асурдуй померла 25 травня 1862 року у віці 81 року у бідності і була похована у спільній могилі.
Через сто років її останки ексгумовано й перевезено до мавзолею, збудованого на її честь у Сукре.

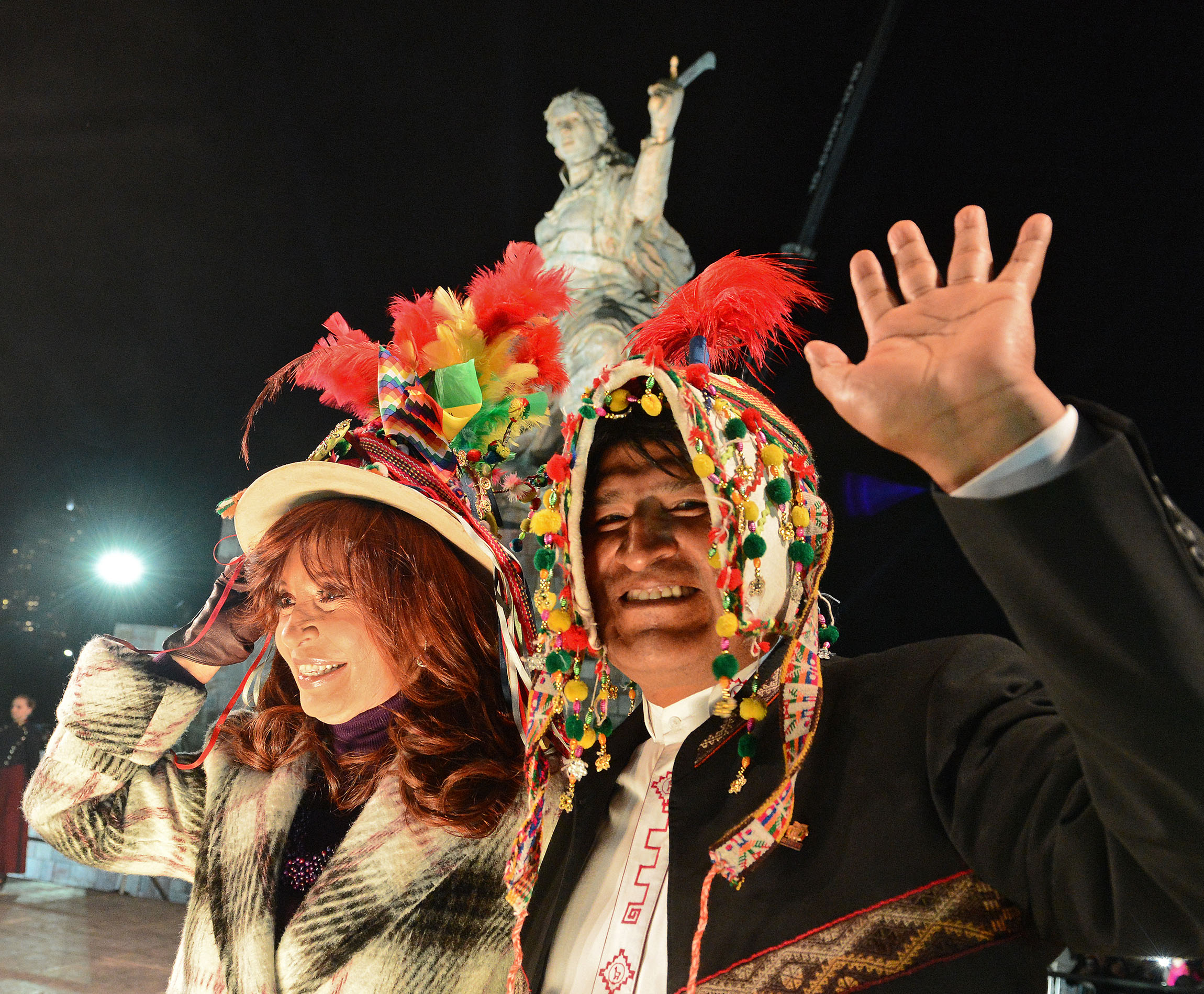
Президенти Аргентини і Болівії відкривають пам'ятник Х. Асурдуй

## Вшанування пам'яті

### Аргентина
- 14 липня 2009 року президент Аргентини Крістіна Кіршнер посмертно присвоїла Хуані Асурдуй звання генерала Сухопутних військ Аргентини[8].
- Хуані Асурдуй присвячена пісня (слова Фелікса Луни, музика Аріеля Раміреса), яка стала відомою у виконанні Мерседес Соси.
- Іменем генерала Хуани Асурдуй названо 28-й полк гірської піхоти Сухопутних військ Аргентини[9].
- Іменем Хуани Асурдуй названо автошлях у провінції Чако.
- Іменем Хуани Асурдуй названо декілька шкіл у різних населених пунктах Аргентини, зокрема у Морено[en][10], Нуева-Помпея[en][11], Хенераль-Піко[en][12].
- портрет Хуани Асурдуй висить у Салоні аргентинських жінок у президентському палаці Каса-Росада[13].
- з 2010 року день народження Хуани Асурдуй відзначається як день аргентино-болівійського братства.
- У червні 2015 року у парку Колумба у центрі Буенос-Айреса було встановлено пам'ятник Хуані Асурдуй. Скульптура має 16 м у висоту, виготовлена з бронзи і була подарована урядом Болівії[14]. Монумент встановлено на місці пам'ятника Христофору Колумбу. На відкритті були присутні президент Аргентини Крістіна Кіршнер і президент Болівії Ево Моралес[15]. 2017 року пам'ятник перенесено на Поштову площу.
- 2014 року зображення Хуани Асурдуй було поміщене на банкноту у 10 аргентинських песо[16].
- Іменем Хуани Асурдуй названо танкер і газопровід.

### Болівія

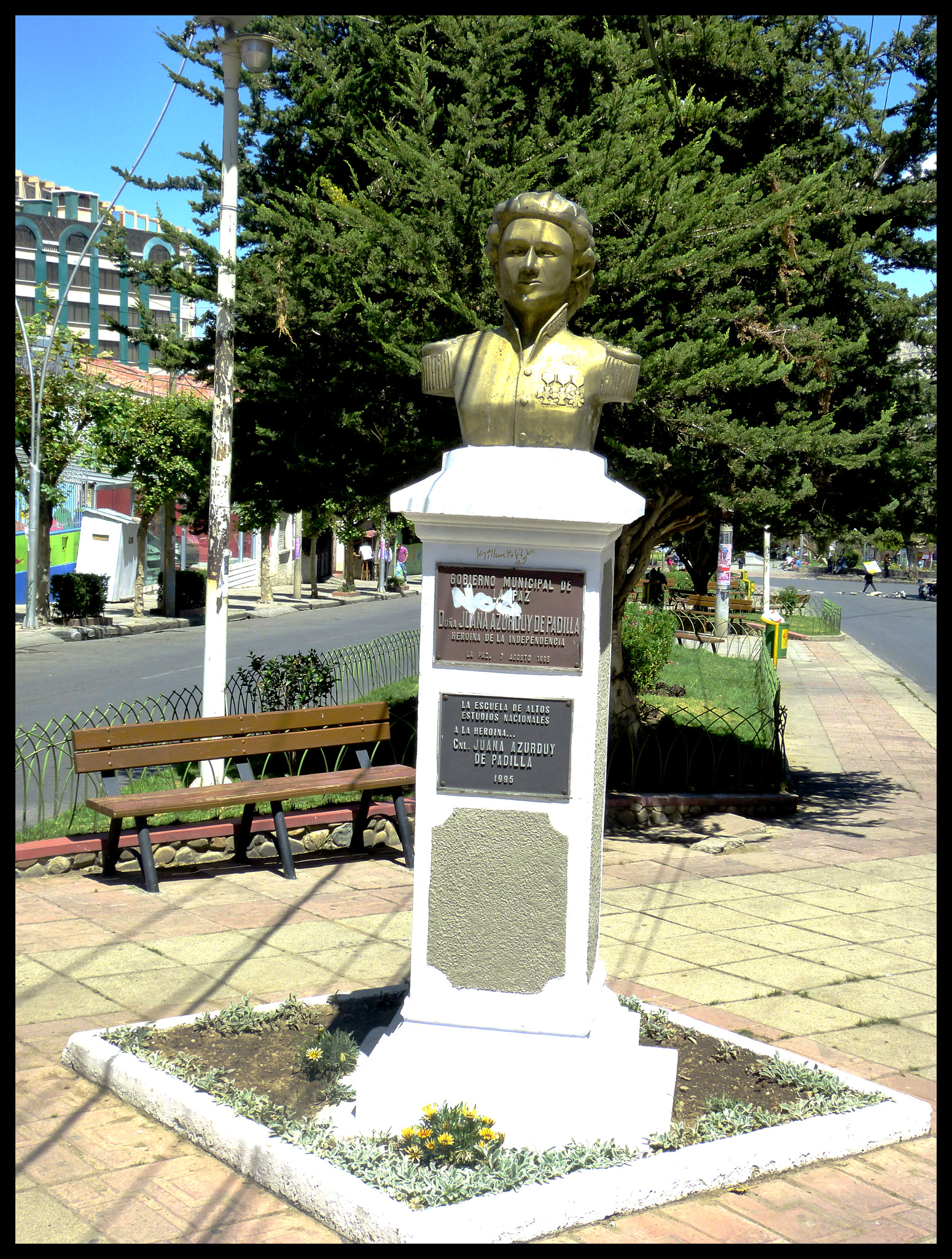
Пам'ятник Х. Асурдуй у Ла-Пасі

- Іменем Хуани Асурдуй названа болівійська провінція Хуана-Асурдуй-де-Паділья[en].
- Іменем Хуани Асурдуй названий аеропорт[en] у місті Сукре.
- 2009 року парламент Болівії[en] посмертно присвоїв Хуані Асурдуй звання маршала та звання Визволительки Болівії[17].
- 2014 року іменем Хуани Асурдуй названий Національний дитячо-юнацький оркестр Болівії.